# Pararrhaptica leucostichas
Pararrhaptica leucostichas là một loài bướm đêm thuộc họ Tortricidae. Nó là loài đặc hữu của Oahu.
Ấu trùng ăn các loài Myrsine. They feed on the shoots of their host plant.